# Beardmore Precision Motorcycles
Beardmore Precision Motorcycles fou un fabricant britànic de motocicletes que es va fundar el 1919 quan el fabricant de motors F.E. Baker Ltd, que produïa motors per a motocicletes i autocicles sota la marca comercial 'Precision' abans de la Primera Guerra Mundial, va signar un acord amb la gran empresa de construcció i enginyeria naval William Beardmore and Company.

## Història

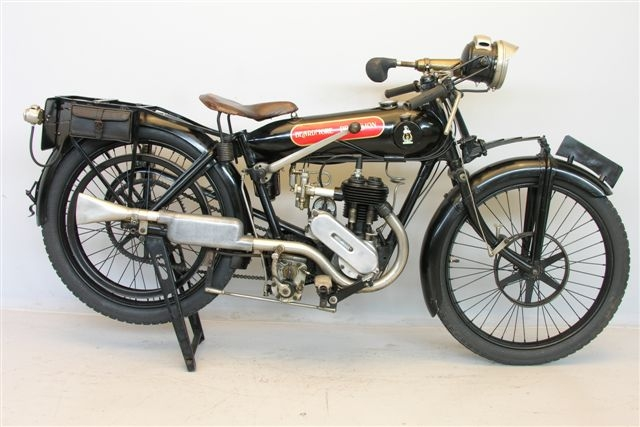
Beardmore Precision 350 cc de 1923

F.E. Baker Ltd havia desenvolupat un negoci important fabricant motors per a motocicletes i autocicles que subministrava únicament a fabricants de vehicles complets. Els motors eren predominantment monocilíndrics i bicilíndrics en V (V-twin) de quatre temps, amb refrigeració per aire o aigua, tot i que just abans de la guerra havia afegit un motor de dos temps a la seva gamma. També tenia un pròsper negoci d'exportació, especialment a Austràlia. Durant la Primera Guerra Mundial la producció es va aturar i molts dels petits productors de motocicletes i autocicles deixaren d'existir. Després de la guerra, l'empresa va haver d'aconseguir un nou finançament per a poder reiniciar la seva activitat.
El 1919, F.E. Baker Ltd va signar un acord amb William Beardmore and Company, una gran empresa d'enginyeria i construcció naval escocesa amb seu a Glasgow, i entre el 1921 i el 1924 Beardmore va produir motocicletes amb el nom de "Beardmore Precision". La primera motocicleta produïda, una de 350 cc de dos temps amb suspensió de ballesta anterior i posterior, va anar seguida d'una gamma de motocicletes des de 250 fins a 600 cc.
Després de 1924, Baker va recuperar els drets i va iniciar la seva pròpia empresa, Frank E. Baker Motorcycles Ltd, per a continuar la producció amb motors Villiers d'entre 147 i 342 cc a Alvechurch Road, Birmingham. L'empresa va ser finalment venuda a la James Cycle Co el 1930. Frank Baker va esdevenir un empleat de James i aquesta marca va fer servir els seus dissenys fins als anys trenta.

## Models
| Model                      | Any  | Notes                                                                                 |
| -------------------------- | ---- | ------------------------------------------------------------------------------------- |
| Beardmore Precision 350 cc | 1921 | 2 temps                                                                               |
| Beardmore Precision 250 cc | 1924 |                                                                                       |
| Beardmore Precision 500 cc | 1925 | Motor unitari amb suspensió de ballesta i dipòsit de combustible integrat al bastidor |